# 南燕竹镇
南燕竹镇，是中华人民共和国山西省晋中市寿阳县下辖的一个乡镇级行政单位。

## 行政区划
南燕竹镇下辖以下地区：
南燕竹村、白家庄村、清平村、宋杜沟村、北燕竹村、中庄村、大南沟村、蔡庄村、小王强村、韩庄村、孟家沟村、于家庄村、后掌村、李上头村、吴家崖村、赵巷头村、太安驿村、新家庄村、颉家沟村、大北河村和赵庄村。